# Iravadia inflata
Iravadia inflata är en snäckart som först beskrevs av Winston F. Ponder 1967.  Iravadia inflata ingår i släktet Iravadia och familjen Iravadiidae. Inga underarter finns listade i Catalogue of Life.